# Takuya Hara
Takuya Hara (原 拓也 Hara Takuya?, nacido el 4 de junio de 1983 en Fukuoka) es un exfutbolista japonés. Jugaba de delantero y su último club fue el Shizuoka FC de Japón.

## Trayectoria

### Clubes
| Club            | País  | Año         |
| --------------- | ----- | ----------- |
| Júbilo Iwata    | Japón | 2002 - 2003 |
| Shonan Bellmare | Japón | 2004        |
| Shizuoka FC     | Japón | 2005        |

## Palmarés

### Títulos nacionales
| Título             | Club         | País  | Año  |
| ------------------ | ------------ | ----- | ---- |
| J1 League          | Júbilo Iwata | Japón | 2002 |
| Copa del Emperador | Júbilo Iwata | Japón | 2003 |